# Vereinzelungsanlage

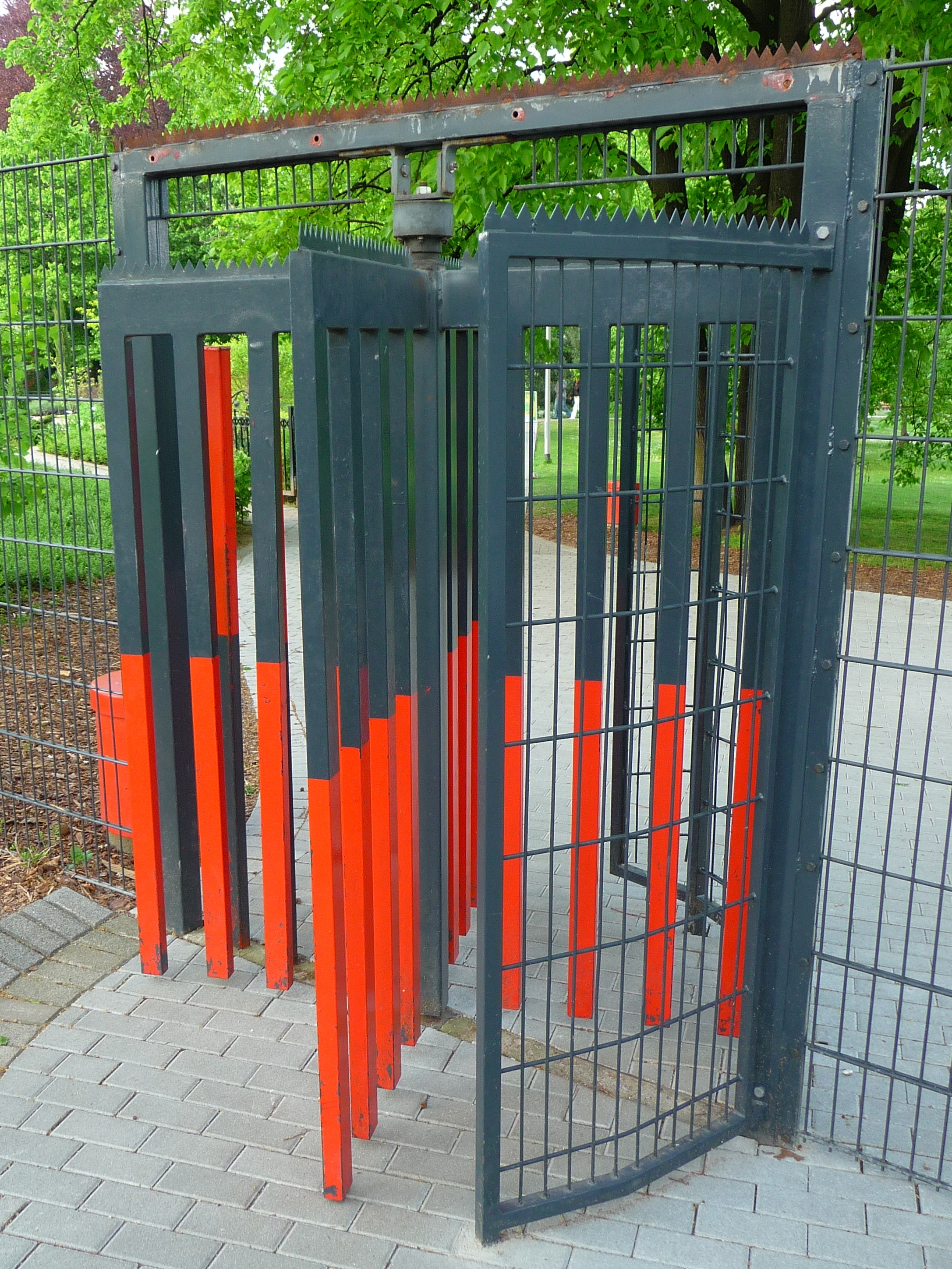
Drehkreuz an einem Ausgang des Luisenpark Mannheim

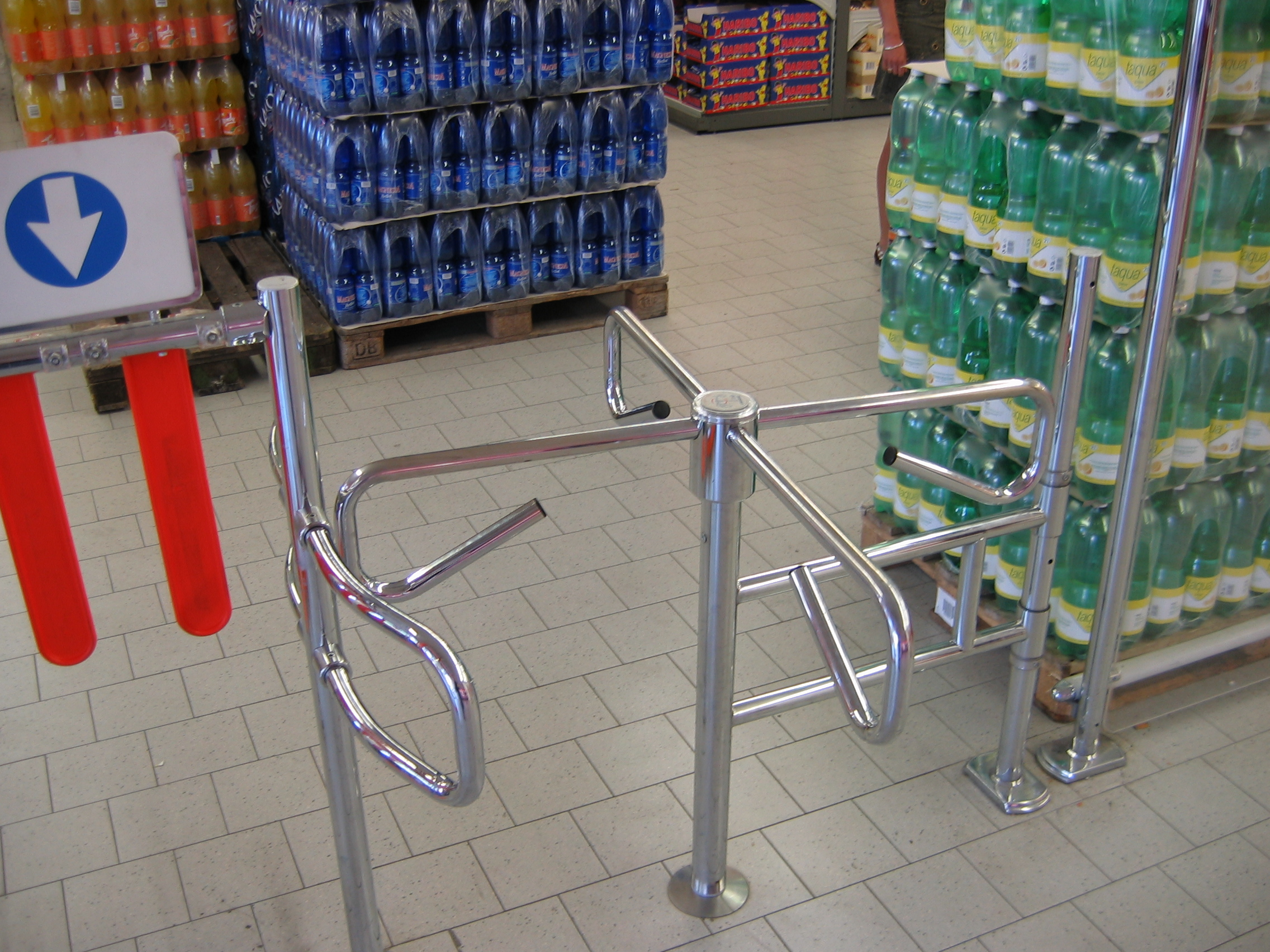
Drehkreuz in einem Supermarkt

Vereinzelungsanlagen sind bauliche Anlagen zur Zutrittssteuerung zu einem Raum oder Gelände. Hierbei können zum einen Personen hinsichtlich ihrer Berechtigung kontrolliert werden, zum anderen kann der Zugang in geordnete Bahnen gelenkt werden. Durch Verbindung mit einem Zählwerk kann auch die Anzahl der passierenden Personen anhand der Drehungen automatisch erfasst werden.
Zu den Vereinzelungsanlagen gehören Drehsperren, -kreuze und -tore sowie Sensor- und Personenschleusen. Häufig werden sie in Verbindung mit Zutrittskontrollsystemen eingesetzt und dienen der Kontrolle bezahlter Eintrittsgelder oder der Verkehrssicherheit.

## Arten von Vereinzelungsanlagen

### Drehsperren
Drehsperren bestehen aus einer fixen Vorrichtung, in der Regel einem Gehäuse, das für die Befestigung am Boden sorgt, und drei drehbaren Holmen. Dadurch wird der Strom der Passanten so reguliert, dass immer nur eine Person die Drehsperre passieren kann.
Einsatzgebiete von Drehsperren sind beispielsweise Verwaltungsgebäude, Behörden, Flughäfen und Banken. Drehsperren sind unter anderem auch in Schwimmbädern, Stadien, Fitnessstudios, Casinos und öffentlichen Verkehrsmitteln zu finden. Hier kommen meist speziell konzipierte Lösungen zum Einsatz, die mit Automaten zur Bezahlung, zur Überprüfung von Chips oder zum Einwurf von speziellen Jetons ausgestattet sind. Je nach System gibt die Drehsperre nach Vorweisen eines Zugangsausweises oder Bezahlung eines bestimmten Betrags den Weg für den Nutzer frei.
Für Stadien und ähnliche Großveranstaltungszentren besonders praktisch sind motorisierte Drehsperren, deren oberer Holm in Gefahr- und Notsituationen automatisch abklappt, so dass ein freier Durchgang entsteht. Moderne Drehsperren bieten zudem eine zentrale automatische Wiedereinrichtung auf Knopfdruck, so dass das Personal die Holme nach der Gefahrensituation nicht wieder selbst zurück in die Ausgangsstellung bringen muss.

### Drehkreuze

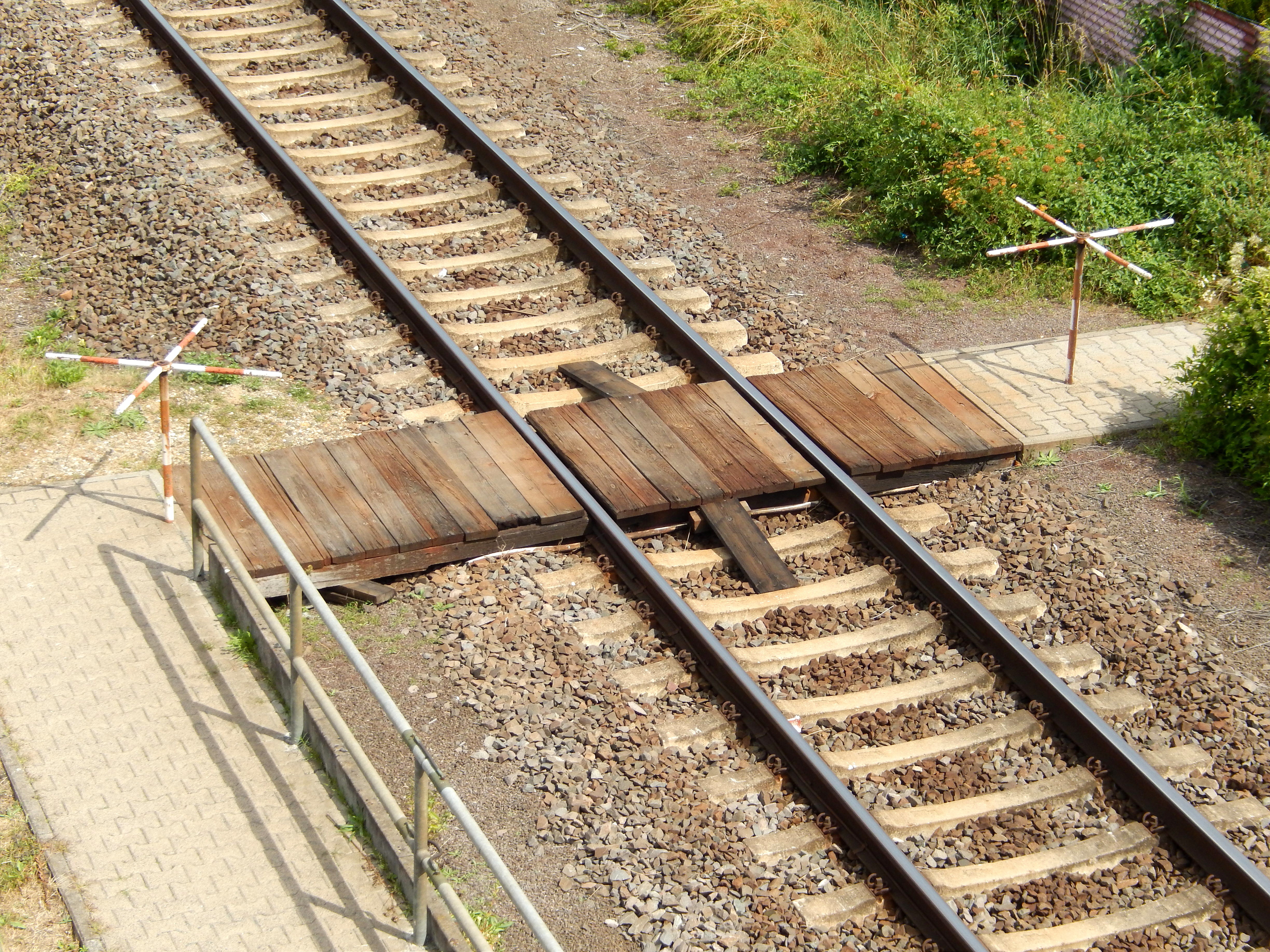
Dienstweg im Bahnhof Riedstadt-Goddelau über eine Bahnanlage. Die Beschäftigten werden durch zwei Drehkreuze an beiden Seiten an unvorsichtigem Queren gehindert.

Drehkreuze sind Vereinzelungsanlagen, die aus einer Drehkreuzsäule sowie zwei, drei oder vier an der Säule montierten Flügeln bestehen. Dadurch können mehrere Personen zwar hintereinander, nicht aber gleichzeitig durch das Drehkreuz gehen, was die geregelte Bewegung einer großen Anzahl von Menschen ermöglicht.
Drehkreuze gibt es in halbhoher und hoher Ausführung. Halbhohe Drehkreuze befinden sich oft an den Eingängen von Schwimmbädern, Freizeitparks und anderen Einrichtungen, aber auch im Empfangsbereich von Unternehmen. Hohe Drehkreuze findet man in der Regel beim Zugang zu Stadien, Industriegeländen, Fahrradabstellplätzen und Militärgeländen oder an unüberwachten Ausgängen. Im Vergleich zu halbhohen Drehkreuzen sind sie nur schwer zu übersteigen und können zusätzlich durch Zäune oder Stacheldraht gesichert werden.
Drehkreuze können den Zugang zu bestimmten Bereichen auf verschiedene Weise regeln. Drehkreuze an Firmengeländen können in der Regel mit einem Mitarbeiterausweis passiert werden; über den Ausweis werden die Personen identifiziert. Wird der Austritt ebenfalls erfasst, kann so auch festgestellt werden, wer sich noch innerhalb des umschlossenen Bereichs befindet.
In Stadien gestatten Drehkreuze den Zugang nach Eingabe der Eintrittskarte in den Leser. In Ausgangsrichtung können diese Drehkreuze ohne Eintrittskarte passiert werden.
Drehkreuze dienen zudem als Absicherungen von Bahnübergängen. Einfache Drehkreuze gibt es gelegentlich auch an anderen Wegen; sie wurden früher Haspel genannt.

### Sensorschleusen
Sensorschleusen bestehen aus einem sensorisch überwachten Durchgang mit automatischen Schiebe- oder Schwenktüren, die halbhoch oder hoch sein können. Diese Vereinzelungsanlagen ermöglichen selbst mit Taschen oder Gepäck eine komfortable Passage, da bei geöffneten Türen ein barrierefreies Passieren möglich ist. Nach dem Durchgang schließen die Türen automatisch, um den Durchgang von nicht berechtigten Personen zu verhindern.
Sensorschleusen werden vor allem in Verwaltungs- und Regierungsgebäuden, Banken, Flughäfen, Unternehmen sowie in Universitäten eingesetzt.
Die Sicherheitsstufe wird maßgeblich durch Sensorik bestimmt. Die Länge des überwachten Bereichs ist daher ein Index für die Sicherheitsstufe. Häufig werden Anlagen mit einer hohen Sicherheitsstufe in Eingangsrichtung und einer niedrigeren Sicherheitsstufe für den Ausgang verwendet.

### Personenschleusen

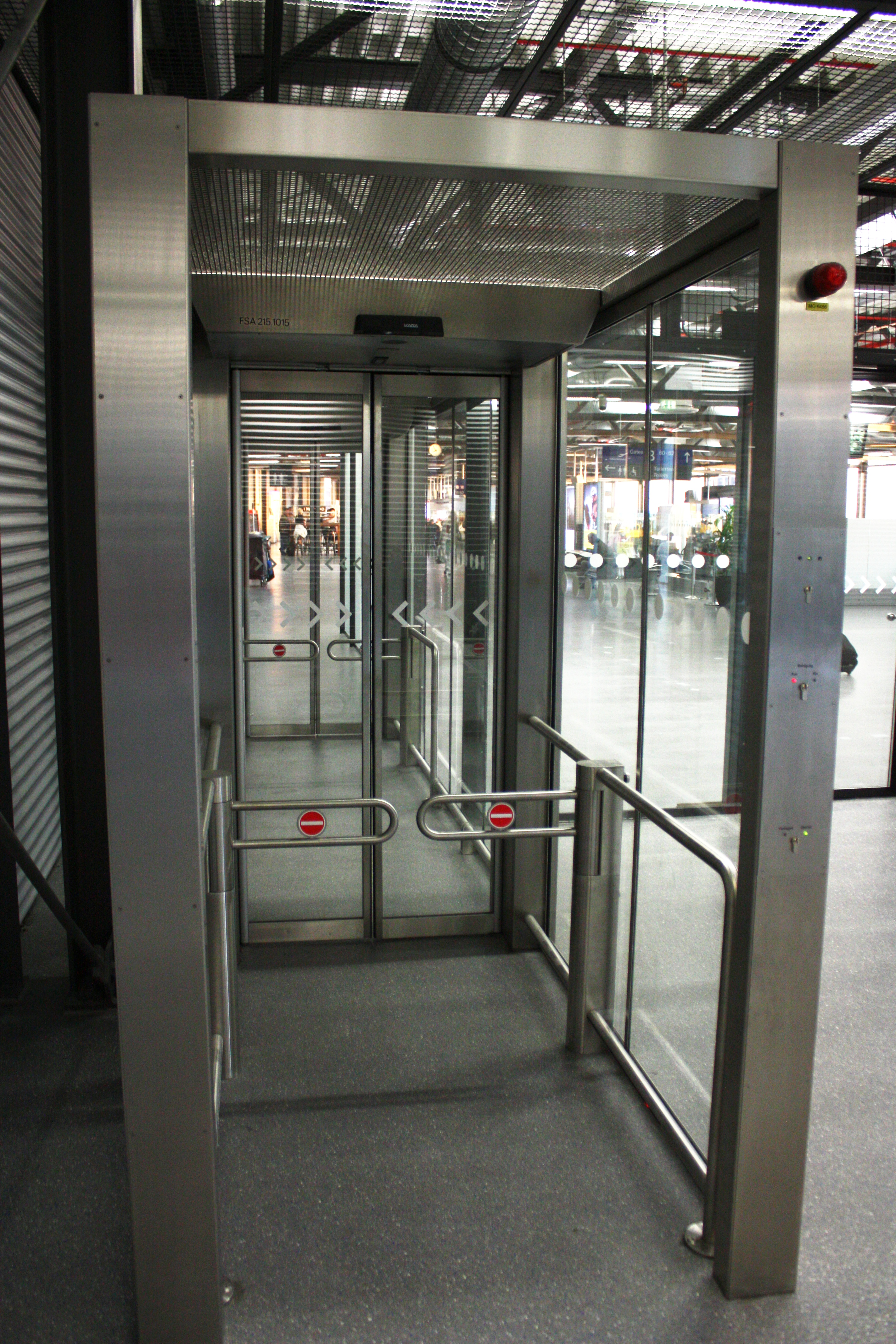
Personenschleuse am Flughafen Frankfurt Main

Personenschleusen sind Kabinen mit zwei Zutrittstüren. Der Grundriss der Schleuse kann verschiedene Formen annehmen, z. B. rund oder eckig und ist in der Regel so gestaltet, dass nur eine Person Platz in der Schleuse hat. Um festzustellen, ob auch tatsächlich nur eine Person die Schleuse betreten hat, gibt es verschiedene Mittel: Kontaktmatten in der Schleuse, Lichtschranken und Waagen.
Ein noch höheres Sicherheitsniveau kann durch den Einbau von biometrischen Prüfsystemen in die Schleuse erreicht werden. Durch Überprüfung von Merkmalen wie Fingerabdrücken oder Gesichtserkennung kann festgestellt werden, ob die Person auch tatsächlich zum Durchgang durch die Schleuse berechtigt ist.
Personenschleusen finden beispielsweise in Kernkraftwerken, Banken, Forschungszentren, Rechenzentren, Regierungsgebäuden und Flughäfen Anwendung.
Eine Sonderform der Personenschleuse kommt an den Grenzübergängen an Flughäfen zum Einsatz. Für Passagiere wird der Übergang von der gesicherten Luftseite zur allgemein zugänglichen Landseite durch einen Korridor geregelt, der mit mehreren Türen ausgestattet ist. Dieses System verhindert dadurch, dass Personen unerlaubt in die gesicherte Luftseite vordringen können.

## Personenschleusen in der Tierhaltung

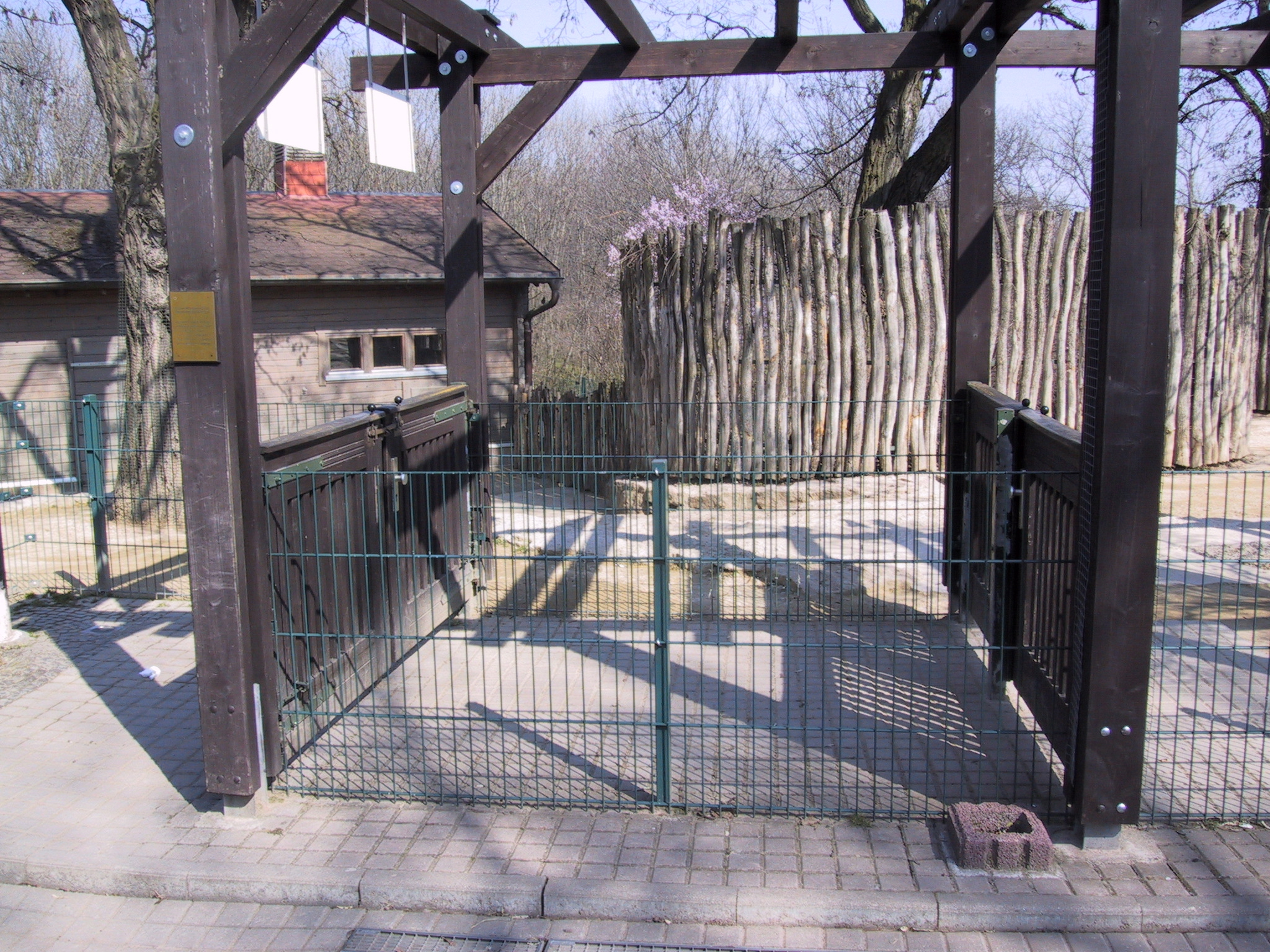
Bodenschleuse an einem begehbaren Gehege für Paarhufer

Schleusen können auch zum Trennen von Menschen und Tieren eingesetzt werden, wie dies in begehbaren Gehegen in Tiergärten benötigt wird. Menschen verstehen den Schleusenmechanismus und können das Gehege betreten und wieder verlassen. Für die Tiere stellt er ein Hindernis dar.
Man unterscheidet zwischen Bodenschleusen, die für bodenbewohnende Tiere eingesetzt werden, und Vorhangschleusen, die in Volieren für flugfähige Tiere wie Vögel oder Fledermäuse eingebaut werden. Bei Vorhangschleusen bestehen ein oder beide Tore aus einem Vorhang aus Kunststoff oder herabhängenden Ketten, die den Eingang vollständig verschließen und von den Tieren als unpassierbar angesehen werden.
Auch Viehgitter fallen unter Bodenschleusen, um das bewirtschaftete Gelände von Wanderwegen zu trennen. Ansonsten wird das Vieh durch Schwachstrom auf seinen eingezäunten bzw. eingedrahteten Bewirtschaftungsflächen gehalten.

## Zugangsautomat

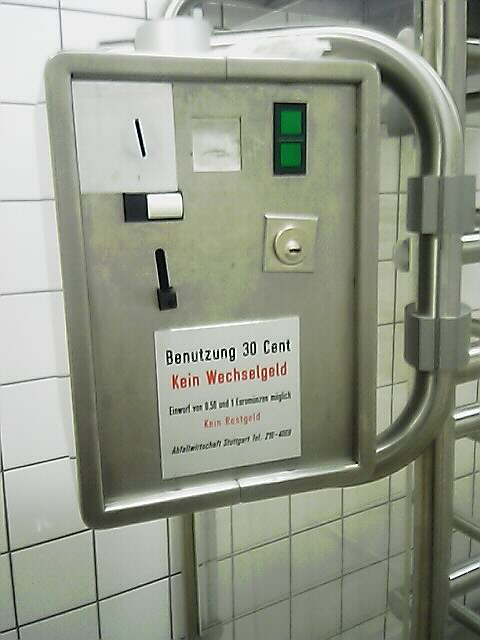
Zugangsautomat für Herrentoilette

Ein Zugangsautomat ermöglicht gegen Geldleistung den Zugang zu einem abgesperrten Raum (beispielsweise einer öffentlichen Toilette) oder nichtöffentlichen, abgegrenzten Gelände (beispielsweise einem Park, Schwimmbad oder Zoo) oder Gebäude (beispielsweise einem Automatenhotel, außerhalb der Rezeptionsöffnungszeiten auch anderen Hotels oder einem Aussichtsturm).
Oft ist er mit Drehkreuzen oder anderen Vereinzelungssystemen bzw. (bei öffentlichen Bedürfnisanstalten oder Hotels) elektrischen Türöffnern gekoppelt, gelegentlich auch mit Kontrollsystemen der Berechtigung. Die Wartungskosten solcher Anlagen sind eher gering.